# 1 500 mètres féminin aux Jeux olympiques d'été de 1980 (athlétisme)
Navigation
Montréal 1976 Los Angeles 1984
L'épreuve du 1 500 mètres féminin aux Jeux olympiques de 1980 s'est déroulée du 30 juillet au 1er août 1980 au Stade Loujniki de Moscou, en URSS. Elle est remportée par la Soviétique Tatyana Kazankina qui établit un nouveau record olympique en 3 min 56 s 6.

## Résultats

### Finale
| Rang               | Athlète               | Pays               | Temps        | Notes |
| ------------------ | --------------------- | ------------------ | ------------ | ----- |
| Médaille d'or      | Tatyana Kazankina     | Union soviétique   | 3 min 56 s 6 | OR    |
| Médaille d'argent  | Christiane Wartenberg | Allemagne de l'Est | 3 min 57 s 8 |       |
| Médaille de bronze | Nadezhda Olizarenko   | Union soviétique   | 3 min 59 s 6 |       |
| 4                  | Gabriella Dorio       | Italie             | 4 min 00 s 3 |       |
| 5                  | Ulrike Bruns          | Allemagne de l'Est | 4 min 00 s 7 |       |
| 6                  | Lyubov Smolka (en)    | Union soviétique   | 4 min 01 s 3 |       |
| 7                  | Maricica Puica        | Roumanie           | 4 min 01 s 3 |       |
| 8                  | Ileana Silai          | Roumanie           | 4 min 03 s 0 |       |
| 9                  | Natalia Marasescu     | Roumanie           | 4 min 04 s 8 |       |

## Légende
Records et Performances
- AR : Record continental (area record)
- CR : Record des championnats (championship record)
- MR : Record du meeting (meet record)
- NR : Record national (national record)
- OR : Record olympique (olympic record)
- PR : Record paralympique (paralympic record)
- PB : Record personnel (personal best)
- SB : Meilleure performance personnelle de la saison (season's best)
- WL : Meilleure performance mondiale de l'année (world leader)
- WJR : Record du monde junior (world junior record)
- WR : Record du monde (world record)

Circonstances et Conditions
- DNF : N'a pas terminé (did not finish)
- DNS : N'a pas pris le départ (did not start)
- DQ : Disqualification (disqualification)
- NM : Aucun essai valable enregistré (No Mark)
- Q : Qualifié « directement » au prochain tour (ou à la prochaine compétition), lors d'une compétition majeure, grâce au classement ou à la réalisation des minima (automatic qualifier)
- q : Qualifié au prochain tour (ou à la prochaine compétition), lors d'une compétition majeure, grâce au repêchage ou à la réalisation de l'une des meilleures performances parmi celles des « non qualifiés directement » (grâce au meilleur temps ou à la meilleure distance par exemple) (secondary qualifier)